# Rendez-vous
Rendez-vous és una pel·lícula francesa d'André Téchiné estrenada l'any 1985. Ha estat doblada al català

## Argument
Una jove actriu, Nina, puja a París, i  s' allotja a casa de dos joves, Paulot i Quentin. Ella s'enamora de Quentin, un home tenebrós i ambigu, amb manies suicides, que actua en espectacles erotics, mentre que Paulot l'estima en secret.
Mentre es llança en el projecte del muntatge de Romeo i Julieta al teatre amb Quentin, aquest mor brutalment.

## Repartiment
- Juliette Binoche : Nina/Anne Larrieux
- Lambert Wilson : Quentin
- Wadeck Stanczak : Paulot
- Jean-Louis Trintignant : Scrutzler
- Dominique Lavanant : Gertrude
- Anne Wiazemsky : L'administradora
- Jean-Louis Vitrac : Fred
- Philippe Landoulsi : El regidor
- Olimpia Carlisi : Olimpia
- Caroline Faro : Juliette
- Katsumi Furukata
- Arlette Gordon : La periodista
- Madeleine Casa
- Serge Martina : L'actor de l'obra
- Michèle Moretti : Daisy
- Annie Noël
- Jacques Nolot : Max

## Premis i nominacions
- Premi a la millor direcció per André Téchiné al Festival de Canes 1985.[3]
- César a la millor esperança masculina per Wadeck Stanczak el 1986.
- Premi Romy-Schneider per Juliette Binoche.

- Nominada al César al millor vestuari 1986 per Christian Gasc.